# Ntfsprogs
Ntfsprogs – zbiór wolnych narzędzi systemu Unix do zarządzania systemem plików NTFS, który jest używany przez rodzinę systemów Windows NT do obsługi partycji dysku twardego. Ntfsprogs był pierwszą metodą stabilnie zapisującą dane do partycji NTFS w systemie Linux. Obsługuje wszystkie wersje systemu plików NTFS, włącznie z system Windows 32- i 64-bitowych. Ntfsprogs pozostaje popularnym sposobem interakcji z partycją NTFS i jest zawarte w większości dystrybucji Linuksa i na Live CD. Istnieją także wersje, które zostały skompilowane dla systemu Windows.

## Programy dołączone
- ntfsresize, używany dla bezpiecznej zmiany rozmiaru partycji NTFS, bez utraty zawartych danych
- ntfsclone, używane do tworzenie nieskompresowanych, ale zkompaktowanych klonów partycji NTFS. Nie obsługuje on weryfikacji obrazów.
- mkntfs, używane do tworzenia partycji NTFS
- ntfsmount, używane do montowania przy użyciu komendy FUSE
- ntfsfix, planuje sprawdzenie systemu plików przy następnym rozruchu systemu Windows
- ntfsundelete, cofa usunięcie pliku
- ntfsdecrypt, odszyfrowuje EFS
- ntfsck, wykonuje sprawdzenie spójności na określonym woluminie. (obecnie nie jest już rozwijany.)
- istnieje jeszcze parę programów, ale mają bardzo podstawową funkcjonalność i są użyteczne jedynie dla deweloperów.